# داردارکنت
داردارکنت (به لاتین: Dardarkent) یک منطقهٔ مسکونی در روسیه است که در داغستان واقع شده‌است.